# Aglaophenia struthionides
Aglaophenia struthionides är en nässeldjursart som först beskrevs av Murray 1860.  Aglaophenia struthionides ingår i släktet Aglaophenia och familjen Aglaopheniidae. Inga underarter finns listade i Catalogue of Life.